# Kuglanje na deset čunjeva
Kuglanje na deset čunjeva je tip kuglanja u kome kuglač baca kuglu niz drvenu ili sintetičku stazu prema mestu na kome stoji deset čunjeva u tetraktisu (paternu u obliku jednakostraničnog trougla) na kraju staze. Cilj je da se obori svih deset čunjeva prvim bacanjem kugle (udarcom), ili ukoliko do toga ne dođe, drugim bacanjem kugle (rezerve).
Kuglanje sa deset čunjeva je nastalo početkom 1800-ih kao alternativa kuglanju sa devet čunjeva, pri čemu su istinski standardizovani propisi dogovoreni tek skoro krajem tog veka. Nakon razvoja automatizovanih mehaničkih kepera, sport je sredinom dvadesetog veka doživeo „zlatno doba”. Ljudi pristupaju modernom kuglanju sa deset čunjeva ili kao zahtevnom preciznom sportu ili kao jednostavnoj rekreativnoj zabavi. Nakon značajnog pada od 1980-ih u gledanosti profesionalnih televizijskih turnira i učešća u amaterskim ligama, centri za kuglanje su se sve više širili i postali raznoliki centri zabave.

## Postrojenja i oprema

### Staze
Staze za kuglanje na deset čunjeva su 60 ft (18,29 m) od linije prestupa do centra čeonog čunja (1-čunj), sa usmeravajućim strelama (vodiljama) oko 4,57 m od linije prekršaja. Staza je široka 1,05 m i ima 39 drvenih dasaka, ili je napravljena od sintetičkog materijala. Pristup ima dve grupe tačaka, respektivno 3,66 m i 4,57 m iza linije prekršaja, kako bi se pomoglo u postavljanju stopala.
Savremene staze u kuglanama imaju uljne obrasce dizajnirane ne samo da bi zaštitile trake od oštećenja od udara kugle, već i da bi se kuglačima pružili različiti nivoi izazova u ostvarivanju udara. Kao što je prikazano, tipični obrazac raspodele ulja ima suvlje spoljne porcije što daje kuglima više trenja kad zastrane, dok veće koncentracije ulja okružuju središnju liniju, tako da kugle klize direktno prema džepu sa manje otpora. U izazovnijim sportskim obrascima koji se koriste na turnirima i mečevima profesionalnog nivoa, „ravan” uljni obrazac - onaj sa uljem ravnomernije raspoređenim na stranama - pruža malo pomoći u navođenju lopte prema džepu. Odnos koncentracije ulja u središnjoj liniji prema bočnoj koncentraciji ulja (uljni odnos) može da premašuje 10 na 1 kod tipičnih staza, ali je ograničen na 3 na 1 ili manje za sportske staze.
Ulja za staze, formalnije zvana sredstva za kondicioniranje staza, sastoje se od oko 98% mineralnog ulja koje je uz brojne dodatke dizajnirano da minimizuje probijanje i snošenje, koje bi promenilo reakciju kugle nakon ponovljenih kotrljanja. Ulje za staze se odlikuje različitim nivoima viskoznosti, pri čemu su ulja veće viskoznosti (gušće konzistencije) izdržljivija, ali uzrokuju da se kugle usporavaju i da se zakače ranije od ulja niže viskoznosti.

### Kugle
Gumene lopte (uvedene 1905) su na kraju zamenjene poliesterskim („plastičnim“) loptama (1959) i poliuretanskim („uretanskim“) loptama (1980-ih). Pokrivne površine kugli za kuglanje su se zatim razvile kako bi povećale trenje koje povećava udicu između lopte i trake: kugle od reaktivne smole pristigle su početkom 1990-ih, a kugle od smolom poboljšanih čestica kasnih 1990-ih. U međuvremenu, sve sofisticiranija tehnologija unutrašnjih jezgara (koja se nazivaju i blokovi težine) povećala je dinamičku neravnotežu kugli, što, u kombinaciji sa povećanim trenjem poklopca, povećava potencijal kuke (zakrivljenosti) za postizanje viših ulaznih uglova koji su omogućili dramatična povećanja u procentu udaraca i rezultatu igre.
Potencijal kuke se toliko povećao da uslovi suve trake ili rezervni scenariji gađanja ponekad primoravaju upotrebu plastičnih ili uretanskih kugli, kako bi se namerno izbegla veća kuka koju obezbeđuje reaktivna tehnologija.
USBC reguliše parametre lopte uključujući maksimalni prečnik (8.595 in (21.831,30 cm)), maksimalni obim (27 in (0,69 m)) i maksimalnu težinu (16 pounds (7.26 kg)).

#### Kretanje lopte
Pošto je razmak čunjeva mnogo veći od veličine kugle, nemoguće je da ih kugla sve dodirne. Zbog toga je neophodan taktički udarac, koji bi rezultirao lančanom reakcijom čunjeva koji udaraju druge čunjeve (koja se naziva razbacivanje čunjava). U onome što se smatra idealnim udarnim udarcem, kula dodiruje samo čunjeve sa 1, 3, 5 i 9 (dešnjačke isporuke).
Većina novih igrača kotrlja kublu pravo, dok iskusniji kuglaši mogu da kotrljaju udicu što podrazumeva da kugla počne pravo, ali se zatim zakrivi ka meti, da bi povećala verovatnoću da pogodi: USBC istraživanje je pokazalo da su udarci najverovatnije udaraju u džep pod ulaznim uglom koji je dostižan samo kukom.
Kompleksna interakcija različitih faktora utiče na kretanje lopte i njen uticaj na rezultate poentiranja.

## Literatura
- Benner, Donald; Mours, Nicole; Ridenour, Paul; USBC, Equipment Specifications and Certifications Division (2009). „Pin Carry Study: Bowl Expo 2009” (Slide show presentation). bowl.com. Архивирано (PDF) из оригинала 7. 12. 2010. г.
- Freeman, James; Hatfield, Ron (15. 7. 2018). Bowling Beyond the Basics: What's Really Happening on the Lanes, and What You Can Do about It. BowlSmart. ISBN 978-1 73 241000 8.
- Stremmel, Neil; Ridenour, Paul; Stervenz, Scott (2008). „Identifying the Critical Factors That Contribute to Bowling Ball Motion on a Bowling Lane” (PDF). United States Bowling Congress. Архивирано (PDF) из оригинала 3. 6. 2012. г. Study began in 2005. Publication date is estimated based on article content.
- United State Bowling Congress (USBC) (februar 2012). „USBC Equipment Specifications and Certifications Manual” (PDF). bowl.com. Архивирано (PDF) из оригинала 19. 6. 2013. г.
- United States Bowling Congress (USBC) (februar 2018). „Bowling Technology Study: An Examination and Discussion on Technology's Impact in the Sport of Bowling” (PDF). bowl.com. Архивирано (PDF) из оригинала 31. 12. 2018. г.
- United State Bowling Congress (USBC) (2018). „2018-2019 Playing Rules and Commonly Asked Questions” (PDF). bowl.com. Архивирано (PDF) из оригинала 20. 3. 2019. г.